# DMF (Fernsehsender)
DMF, zuvor Deutsches Musik Fernsehen, ist ein digitaler Fernsehsender. Gesendet werden nach der Umbenennung von Deutsches Musik Fernsehen in DMF am 3. Juni 2024 und dem Wechsel der Satellitenkapazität auf die bisherige Sixx-Frequenz 12.460 GHz hauptsächlich Spielfilme / Serien wie z. B. Der Bergdoktor, Verbotene Liebe oder aber Musikunterhaltungsfilme mit Künstlern wie Roy Black, Uschi Glas, Eddi Arent, Ernst Stankovski oder Georg Thomalla. Die nächtliche Zeit ab 23 Uhr füllen bis zum nächsten Morgen um 6 Uhr sogenannte Klamauk-Erotik-Filme der 70er Jahre, wie Drei Schwedinnen auf der Reeperbahn, Die Nichte der O., Drei Oberbayern auf Dirndljagd oder Laß jucken, Kumpel. Zudem werden noch einige Schlagermusiksendungen gezeigt. Der Sender fokussiert sein Programm nach eigener Angabe auf die Zielgruppe 30+.
Der Sender finanziert sich durch Spots sowie Dauerwerbesendungen/Teleshopping. Die zuständige Aufsichtsbehörde ist die Bremische Landesmedienanstalt (brema).
Die Deutsches Musik Fernsehen GmbH & Co. KG hält 100 % am Sender.
Seit dem 3. Juni 2024 sendet das Deutsche Musik Fernsehen unter dem Namen DMF.

## Empfang
Das Programm des Senders ist über Astra, in fast allen Kabelfernsehnetzen, sowie in HDTV bei Zattoo, HD+ oder über den Aggregator Ocilion in vielen IPTV-Netzen, darunter M-Net oder EWE, 24 Stunden am Tag frei empfangbar. Damit erreicht der Sender circa 25 Millionen TV-Haushalte in Deutschland. 

### Kabel
In verschiedenen Kabelnetzen Deutschlands, Österreichs sowie der Schweiz ist der Sender eingespeist. In Deutschland sind das Vodafone und Pÿur sowie weitere regionale Anbieter.

### IPTV
- TVplus (M-net)
- EWE TEL
- MagentaTV (seit Februar 2022)
- waipu.tv
- Zattoo

## Geschichte

Logo vor der Umbenennung in Deutsches Musik Fernsehen, jetzt als Schwestersender

Geplant war ursprünglich eine Partagierung zwischen Volksmusik.TV und Auto-Moto-TV. Schließlich startete Volksmusik.TV solo am 15. Februar 2007 mit einem 24-stündigen Programm. Gesendet wurde in erster Linie ein Programm mit volkstümlicher Musik und Volksmusik, das in Kooperation mit verschiedenen Auftragsproduzenten entstand.
Im Zuge einer Neupositionierung wurde der Sender am 1. Februar 2011 von Volksmusik.TV in Deutsches Musik Fernsehen umbenannt. Erfolgreiche Sendungen wurden unverändert fortgeführt. Um seine technische Reichweite zu erhöhen, entschied sich der Sender, sein Programm auch über einen Astra-Satelliten zu verbreiten.
Am 1. Mai 2013 fand ein Relaunch des Senders statt. Moderne Schlager-Musikvideos hielten Einzug. Neben einer neuen Senderverpackung startete auch ein neues Programmschema, das veränderten Sehgewohnheiten Rechnung trägt. So sind tagsüber volkstümliche Titel im Programm. Mittags werden Instrumentalstücke gespielt. Der Nachmittag und Abend gehört dem klassischen deutschen Schlager. Ab 22:00 Uhr werden vorwiegend Wiederholungen vom Tagesprogramm gesendet. Daneben wird ein nicht unwesentlicher Teil des Programms mit Teleshopping bestritten.
Im Jahr 2024 wurde das Programm mit der Ausstrahlung älterer deutscher Filme überarbeitet. Darüber hinaus werden nun nachts ebenfalls ältere Erotikfilme ausgestrahlt.

## DMF – Sendungen

### Aktuelle Sendungen
- Das neue große Countdown (früher Der Countdown)
- Das neue Große Wunschkonzert mit Maximilian Arland (früher Das Große Wunschkonzert)
- Künstler Spezial (seit 2016)
- Amigos-TV (seit 2018, Moderation: Ingo Blenn)
- Schlager- und Musik-Spielfilme (z. B. mit Im singenden Rössl am Königssee, Heintje – Einmal wird die Sonne wieder scheinen oder Ich kauf mir lieber einen Tirolerhut)
- Die Schlager Jukebox
- Teleshopping
- Musik-Tipps
- Deutsches Gold (mit Michael Niekammer)
- Live-Konzerte
- Schmusenacht mit Anna-Carina Woitschack
- Die Superhitparade der Volksmusik moderiert von Carolin Reiber (dies ist eine Wiederholung der ZDF-Volksmusik-Sendung von 1983 bis 2005)
- Peter Steiners Theaterstadl

### Ehemalige Sendungen
- Advent, Advent (2013, Moderation: Olaf Malolepski und Familie)
- Andys Schlagergruß
- Andys Musikparadies
- Benno & Corinne Bogners Musikkarussell
- Das volkstümliche deutsche Schlagermagazin mit Marion Feldmeier und Lucas Bach
- Dortmunder Fernsehgarten mit Nicole Kruse und Uwe Kisker
- Die Deutsche Schlager Hitparade mit Andy in Kooperation mit smago und AdS
- Schlagerbühne und Fröhliche Runde mit Bert Beel
- TV-Musikbox aus Ludwigshafen
- Aktuell bei uns mit Florian Flesch
- Auf geht’s Musikanten mit Stefan Lucca
- Das deutsche Schlagerfestival mit Natalie Langer
- Die große Pop-Schlagernacht
- Feuer der Nacht
- Guten Morgen mit Nico Schwanz
- Hits Nonstop (seit Februar 2015)
- Hafenbar mit Fiete Münzner und Uta Carina
- Kult mit Natalie Langer
- Melodien am Morgen
- Musikantenkrug mit Jo und Josephine
- Musik wie Samt und Seide
- Party mit Florian Flesch
- Party Alarm (Aus dem ‚Bierkönig‘ auf Mallorca)
- Poesiealbum mit Ingo Blenn
- Schlager Traumreise mit Ingo Blenn; Kerstin Merlin
- Startreff mit Armin Stöckl
- Wenn die Musi kommt mit Robert Waltenberg
- Unsere Stars mit Ingo Blenn
- Unsere Hits
- Zeit zu Zweit